# 二氟戊烷
二氟戊烷属于氟代烷，是正戊烷、异戊烷或新戊烷的两个氢原子被氟取代而成的化合物，化学式 C5H10F2，摩尔质量：108.13 g/mol，有：

## 基于正戊烷
- 1,1-二氟戊烷，CAS号：？
- 1,2-二氟戊烷，CAS号：？
- 1,3-二氟戊烷，CAS号：？
- 1,4-二氟戊烷，CAS号：？
- 1,5-二氟戊烷，CAS号：？
- 2,2-二氟戊烷，CAS号：371-65-3
- 2,3-二氟戊烷，混合CAS号：？
  - rel-(2R,3S)-，CAS号：？
  - rel-(2R,3R)-，CAS号：？
  - (2R,3S)-，CAS号：？
  - (2R,3R)-，CAS号：？
- 2,4-二氟戊烷，CAS号：66688-47-9
- 3,3-二氟戊烷，CAS号：358-03-2

## 基于异戊烷
- 1,1-二氟-3-甲基丁烷，CAS号：53731-22-9
- 1,2-二氟-2-甲基丁烷，CAS号：？
- 1,2-二氟-3-甲基丁烷，CAS号：？
- 1,3-二氟-3-甲基丁烷，CAS号：？
- 1,4-二氟-2-甲基丁烷，CAS号：？
- 2,3-二氟-2-甲基丁烷，CAS号：53731-25-2
- 2,3-二氟-3-甲基丁烷，CAS号：51891-58-8

## 基于新戊烷
- 1,1-二氟新戊烷（1,1-二氟-2,2-二甲基丙烷），CAS号：？
- 1,3-二氟新戊烷（1,3-二氟-2,2-二甲基丙烷），CAS号：？